# 百日紅 (漫画)
『百日紅』（さるすべり）は、杉浦日向子による日本の漫画。『漫画サンデー』（実業之日本社）にて、1983年から1987年まで連載された。
奇行の絵師とされる葛飾北斎を中心とした実在の人物たちを軸に、江戸の風俗や庶民の生活を描いた。恋愛、人情、ホラーといった様々な要素を取り扱う。
単行本は実業之日本社から全3巻（絶版）、ちくま文庫から上下巻が発売されている。
原恵一監督、Production I.G制作により長編アニメーション映画化され、2015年5月9日公開。アヌシー国際アニメーション映画祭の長編アニメーション部門で審査員賞を受賞するなど、複数の賞を受賞。また、
第12回文化庁メディア芸術祭アニメーション部門
第19回文化庁メディア芸術祭アニメーション部門・審査委員会推薦作品にも選ばれた。

## ストーリー
江戸は下町の長屋に暮らす絵師の鉄蔵こと葛飾北斎とその娘、お栄。そして居候の善次郎。3人は書き損じが散らかった部屋を気にも留めず、日夜創作活動に励んでいた。そんな彼らのもとに鉄蔵のライバル歌川門下で若年ながら頭角を現す国直も出入りするようになる。
「親父と娘。筆二本、箸四本あればどう転んでも食っていける」と豪語するお栄ではあったが、なにかと気持ちが揺れ動く難しい時期を迎えていた。公私ともに充実のときを迎える鉄蔵も盲目で病弱の末娘に悩み、若き日の縁者の死に遭遇。婿とも衝突するなど円満とは言いがたい。駆け出し絵師として徐々に頭角を現す善治郎も才気溢れるお栄や、年下ながら売れっ子絵師の国直に引け目を感じている。国直も歌川一門の人間関係に窮屈さを感じ、自由闊達な鉄蔵門下に憧れを抱くも義理と人情の板挟みに遭っていた。
4人が遭遇する事件を軸に生き生きとした江戸庶民の生活が描かれる。

## 主な登場人物
葛飾 北斎（かつしか ほくさい）
通称、鉄蔵。55歳。既にこの時代を代表する人気絵師としての地位を確立しながら、汚らしい長屋に起居し、三女のお栄を片腕に創作活動を続ける。気が短く、粋を好み、洒落っ気たっぷりな典型的江戸っ子。既に老境に入っているが、政女を相手に色恋でも健在ぶりを発揮し、公私ともに充実している。息子の多吉郎（お栄の弟）は御家人に養子に入り順風満帆だが、一門を継いだ長女の婿（柳川重信）とは折り合いが悪く、末娘の猶は盲目で病弱と、決して家庭円満とは言い難い。金銭や自らの屋号に全く執着しない一方で、徳川将軍家からの招きを受けた際には功名心を垣間見せる一面も持つ。ひねくれ者の皮肉屋で、気に入らない仕事では法外な報酬をふっかけるなど、版元泣かせ。滝沢馬琴や山東京伝といった友人を持つ。
お栄（おえい）
北斎の三女で後妻の子。23歳。父・北斎から絵師としての才能を受け継いでおり、代筆を行う。画才は確かなもので、彼女の描く絵は真に迫った物であるが故に、騒動を起こすことも。ただし、春画に関しては未だ生娘であることから、「女は上手に描くが、男は借り物」と酷評される。年頃ではあるが、容姿は顎長、地黒で、お世辞にも器量良しとは言えず、北斎からは「アゴ」、「化十」（人三化七といわれたブスの俗称を更にもじったもの）と詰られる。父の高弟、初五郎に恋心を抱く。火事見物が好き。
池田 善次郎（いけだ ぜんじろう）
北斎宅の居候。23歳。後の渓斎英泉。3年前までは武士だったが、刃傷事件をきっかけとして主家を出奔。菊川派に入り、絵師を志す。後に北斎に私淑するようになった。商売女から町娘、果ては尼にまで手を出す無類の女好きで、その経験を春画に活かしている。絵師としての腕前は本人も未熟と自覚しているが、「なんともいえぬ色気がある」と周囲からその才能を認められている。
歌川 国直（うたがわ くになお）
若手の売れっ子絵師。19歳。歌川豊国門下を代表する絵師だが、対立する北斎を尊崇する。お栄や善次郎とひょんなことから知り合い、その後は北斎宅に出入りするようになる。派閥意識の強い一門にあっては異端児であり、その行動は快く思われていない。若いがきっぷがよく、飄々とした人柄で愛される。
井上 政女（いのうえ まさめ）
北斎の弟子で、愛人。28歳。画号は葛飾北明。艶めかしく、色気たっぷりの美女。北斎の囲い女だが、初五郎にも色目を使う。幽霊画を得意とする。
岩窪 初五郎（いわくぼ はつごろう）
北斎門下の俊英。売れっ子絵師。34歳。画号は魚屋北渓。美男子だが気さくな人柄で、心優しい好人物。変わり者の師匠にも敬意を払い、善次郎にも助言を与える。未だ独り身であることから、お栄が恋慕し、政女が狙っている。
歌川 国芳（うたがわ くによし）
歌川門下の若手絵師。17歳。兄弟子の国直の元に寄食する。

## アニメ映画

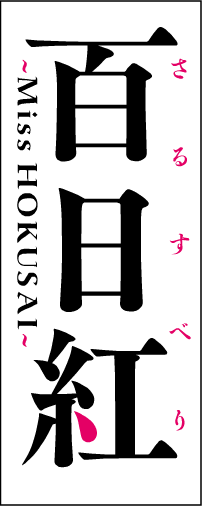
映画版のロゴ

『百日紅 〜Miss HOKUSAI〜』（さるすべり ミス・ホクサイ）の題名で2015年5月9日公開。主人公であるお栄の声は、杏が務める。2016年10月14日にアメリカのニューヨークとロサンゼルスで公開し、その後全米で公開。

### 主なキャスト
- お栄 - 杏
- 葛飾北斎 - 松重豊[3]
- 池田善次郎 - 濱田岳[6]
- 歌川国直 - 高良健吾[6]
- こと - 美保純[6]
- お猶 - 清水詩音[6]
- 岩窪初五郎 - 筒井道隆[6]
- 小夜衣 - 麻生久美子[6]
- 萬字堂 - 立川談春[6]
- 吉弥 - 入野自由[7]
- 茶屋の子供 - 矢島晶子[7]
- 遣いの武士、放し鳥売り - 藤原啓治[7]

### スタッフ
- 原作 - 杉浦日向子
- 監督 - 原恵一
- 脚本 - 丸尾みほ[8]
- キャラクターデザイン - 板津匡覧[8]
- 美術監督 - 大野広司[8]
- 色彩設計 - 橋本賢
- 3DCG - ダンデライオン
- 撮影監督 - 田中宏侍
- 演出助手 - 佐藤雅子
- 編集 - 西山茂
- 音楽 - 富貴晴美、辻陽
- 音楽制作 - インスパイア・ホールディングス
- 音楽プロデューサー - 藤田雅章
- 製作総指揮 - 石川光久、川城和実
- エグゼクティブ・プロデューサー - 森下勝司、前田明雄
- プロデューサー - 松下慶子、西川朝子
- 制作 - Production I.G
- 主題歌 - 椎名林檎「最果てが見たい」（ユニバーサルミュージック/Virgin Records）[9]
- 製作 - 「百日紅」製作委員会（プロダクション・アイジー、バンダイビジュアル、テレビ東京、トランス・コスモス、プロダクション・グッドブック、朝日新聞、アサツーディ・ケイ、東京テアトル、オー・エル・エム、サンライズ）
- 配給 - 東京テアトル
- 宣伝 - ミラクルヴォイス

### 受賞
- アヌシー国際アニメーション映画祭（2015年） - 長編部門・審査員賞[10]
- 第19回ファンタジア国際映画祭（2015年）[11]
  - 今敏賞（長編アニメーション優秀賞）
  - セカンス賞アジア映画優秀賞
  - 長編アニメーション観客賞
- 山路ふみ子文化賞（2015年） - 原恵一に対して[12]。
- 第48回シッチェス・カタロニア国際映画祭（2015年） - アニメーション部門・最優秀作品賞[13]
- 第39回日本アカデミー賞 優秀アニメーション作品賞[14][15]
- 第70回毎日映画コンクール - アニメーション映画賞[16]
- アジア太平洋映画賞最優秀アニメーション映画賞（2015年）[17][18]

### 関連商品
| 発売日         | 規格品番  | 規格品番    | 規格品番          |
| 発売日         | DVD通常   | Blu-ray通常 | Blu-ray特装限定版 |
| -------------- | --------- | ----------- | ----------------- |
| 2015年11月26日 | BCBA-4640 | BCXA-0921   | BCXA-0922         |

- 音楽CD
  - オリジナル・サウンドトラック（2015年6月22日（配信版は17日）[19]、GABABON RECORDSより発売[注釈 1]）